# Davide Xausa
Davide Antonio Xausa, född 10 mars 1976 i Vancouver, är en kanadensisk före detta professionell fotbollsspelare. Under sin karriär spelade Xausa för bland annat Port Vale, Stoke City, Livingston FC, Falkirk FC och Dordrecht '90.